# 돈 스타브
《돈 스타브》(영어: Don't Starve, 굶지마)는 오픈 월드에 기반한 생존 액션 어드벤쳐 게임이다.

## 게임플레이
《돈 스타브》는 무작위로 생성된 오픈 월드를 배경으로 생존 게임과 로그류 게임의 요소를 가미한 액션 어드벤쳐 게임이다. 전투, 이동 방식등의 상호 작용은 마우스 클릭과 키보드로 조작한다. 내장된 지원 기능을 통해 키보드 대신 컨트롤러를 사용할 수 있다. 게임의 목표는 최대한 오래 살아남는 것이며 플레이어가 생존한 일 수는 화면에 표시된다. 게임의 진행도에 따라 경험치를 얻으며 일정량이 쌓이면 플레이 가능한 캐릭터가 늘어난다. 예를 들어, 처음 플레이 가능한 캐릭터는 윌슨(Wilson)이며 게임의 구매와 동시에 플레이할 수 있다. 그 다음 캐릭터인 윌로우(Willow)는 160의 경험치를 쌓아야 플레이할 수 있다. 경험치를 통해 얻을 수 있는 마지막 캐릭터인 우디(Woodie)는 1600의 경험치를 쌓아야 플레이할 수 있다. 플레이 도중 캐릭터가 죽으면 게임에서 생존한 하루당 20의 경험치를 얻는다. 여타 로그류 게임과 같이 캐릭터가 죽으면 고기 우상(Meat Effigy), 호신 부적(Life Giving Amulet)과 같은 부활 아이템이나 구조물을 사용하지 않는 이상 영원히 죽는다.
게임은 낮과 밤의 주기로 진행되며 이는 플레이어의 플레이 스타일에 큰 영향을 끼친다. 낮 시간 동안 플레이어는 적을 피해다니면서 음식이나 장작 따위의 자원을 모으고 아이템을 조합할 수 있는 설계도 등을 찾으며 게임 속 세계를 탐험한다. 밤이 되면 위협적인 몬스터들과 찰리(Charlie)라는 이름의 보이지 않는 적이 등장한다. 찰리는 화면이 어두울 때 플레이어를 공격한다. 플레이어가 찰리의 공격을 받지 않으려면 광원이나 야간 시야를 얻어야 한다. 플레이어는 설계도를 이용하여 은신처, 무기, 도구 등을 조합할 수 있다. 플레이어는 식물을 경작하거나 동물을 사냥하여 식량을 얻을 수 있다. 캐릭터마다 고유한 식성이 있어 먹을 수 있는 음식이 각기 다르다. 음식은 유통기한이 있어 플레이어는 음식을 오랫동안 보존할 수 없다. 상한 음식을 먹으면 허기는 채울 수 있지만 캐릭터의 체력, 정신력 수치가 떨어진다. 게임 속 세계의 하루는 실제 시간으로 8분이다.
플레이어의 죽음은 다양한 방법으로 일어난다. 플레이어의 HUD에는 정신력, 허기, 체력의 상태 게이지가 표시된다. 허기는 지속적으로 줄어들며 음식을 먹으면 채울 수 있다. 허기 게이지가 너무 낮아지면 체력이 점차 닳는다. 체력 게이지가 0이 되면 캐릭터가 죽는다. 정신력은 저녁이나 밤 시간에 지속적으로 줄어들며 몬스터와 싸우거나 도굴과 같은 언짢은 행동을 할 때도 줄어든다. 꽃을 줍거나 잠을 자는 등 심신의 안정을 취하는 행동을 하면 정신력이 회복된다. 거대한 외눈 새, 나무 괴물, 본체를 알 수 없는 촉수 등 많은 생명체들이 플레이어를 공격한다. 심지어 작고 약한 개구리도 플레이어를 공격하여 아이템을 훔친다. 또 정신력 수치가 낮을 때 캐릭터의 상상 속 피조물들이 나타나 플레이어를 공격한다. 특정 생명체들은 중립적인 입장을 취하며 플레이어의 행동에 따라 아군이 되거나 적대적이 되어 플레이어를 공격한다.
대부분의 게임이 샌드박스 모드로 진행되지만 플레이어가 게임 도중 랜드마크인 맥스웰(Maxwell)의 문을 발견하면 두번째 모드인 어드벤처 모드를 플레이할 수 있다. 어드벤처 모드는 게임 속의 이야기를 전개하고 플레이어는 《돈 스타브》세계의 악당인 맥스웰과 대적한다. 어드벤처 모드는 총 다섯 단계로 진행되며 각 단계를 넘어갈 때 가지고 있는 아이템 중 네 가지만 들고 다음 단계로 갈 수 있다. 죽거나 다섯 단계를 모두 완료하면 샌드박스 모드로 돌아온다.

## 스토리
처음 플레이어는 윌슨이라는 과학자이다. 그는 액체를 파우더 형태로 바꾸는 과학적 실험을 하다가 실패해 낙심하여 의자에 앉아있던 중 라디오에서 나오는 목소리가 그의 실험을 진전시킬 수 있는 금단의 방법이 있다며 제안한다. 윌슨은 이를 받아들였고 곧 금단의 기계를 만들었지만 그로 인해 이상한 세계에 빨려들어가게 되고 그에게 속았다는 것을 깨닫게 된다.

## DLC
DLC로는 거인의 군림, 난파선이 있다. 거인의 군림에서는 원래 2개뿐이었던 계절이 4계절로 늘어나고, 그 계절에 따른 계절 거인이 생겨난다. 난파선에서는 바다와 관련된 컨텐츠가 추가된다.

## 돈 스타브 투게더
돈 스타브 투게더는 돈 스타브를 다른 사람들과 같이 할 수 있는 게임이다. 거인의 군림 DLC가 기본적으로 적용되어 있고, 괴물들의 체력이 늘어났다.

## 평가
| 평가 |                                                                                   |
| --- | --------------------------------------------------------------------------------- |
| 통합 점수 통합사 점수 게임랭킹스 XONE: 81% [ 8 ] 메타크리틱 PC 79/100 [ 9 ] PS4: 78/100 [ 10 ] WIIU: 75/100 [ 11 ] iOS: 87/100 [ 12 ] NS: 78/100 [ 13 ] ( Mega Pack ) PS4: 82/100 [ 14 ] 평론 점수 평론사 점수 디스트럭토이드 8.5/10 [ 4 ] 게임 인포머 7.5/10 [ 5 ] 게임스팟 7/10 [ 2 ] 게임스레이더+ [ 15 ] IGN PC: 7/10 [ 3 ] PS4: 7.5/10 [ 16 ] Joystiq [ 6 ] OPM (UK) 9/10 [ 17 ] Toronto Sun [ 18 ] TouchArcade iOS: [ 19 ] |                                                                                   |
| 통합 점수 |                                                                                   |
| 통합사 | 점수                                                                              |
| 게임랭킹스 | XONE: 81%                                                                         |
| 메타크리틱 | PC 79/100 PS4: 78/100 WIIU: 75/100 iOS: 87/100 NS: 78/100 (Mega Pack) PS4: 82/100 |
| 평론 점수 |                                                                                   |
| 평론사 | 점수                                                                              |
| 디스트럭토이드 | 8.5/10                                                                            |
| 게임 인포머 | 7.5/10                                                                            |
| 게임스팟 | 7/10                                                                              |
| 게임스레이더+ | [ 15 ]                                                                            |
| IGN | PC: 7/10 PS4: 7.5/10                                                              |
| Joystiq | [ 6 ]                                                                             |
| OPM (UK) | 9/10                                                                              |
| Toronto Sun | [ 18 ]                                                                            |
| TouchArcade | iOS:                                                                              |

## 같이 보기
- 굶주림[기아(饑餓)]
- 기근